# Översjön (Simonstorps socken, Östergötland)
Översjön är en sjö i Norrköpings kommun i Östergötland och ingår i Kilaåns huvudavrinningsområde. Sjöns area är 0,04 kvadratkilometer och den befinner sig 72 meter över havet.